# Ralph H. Fowler

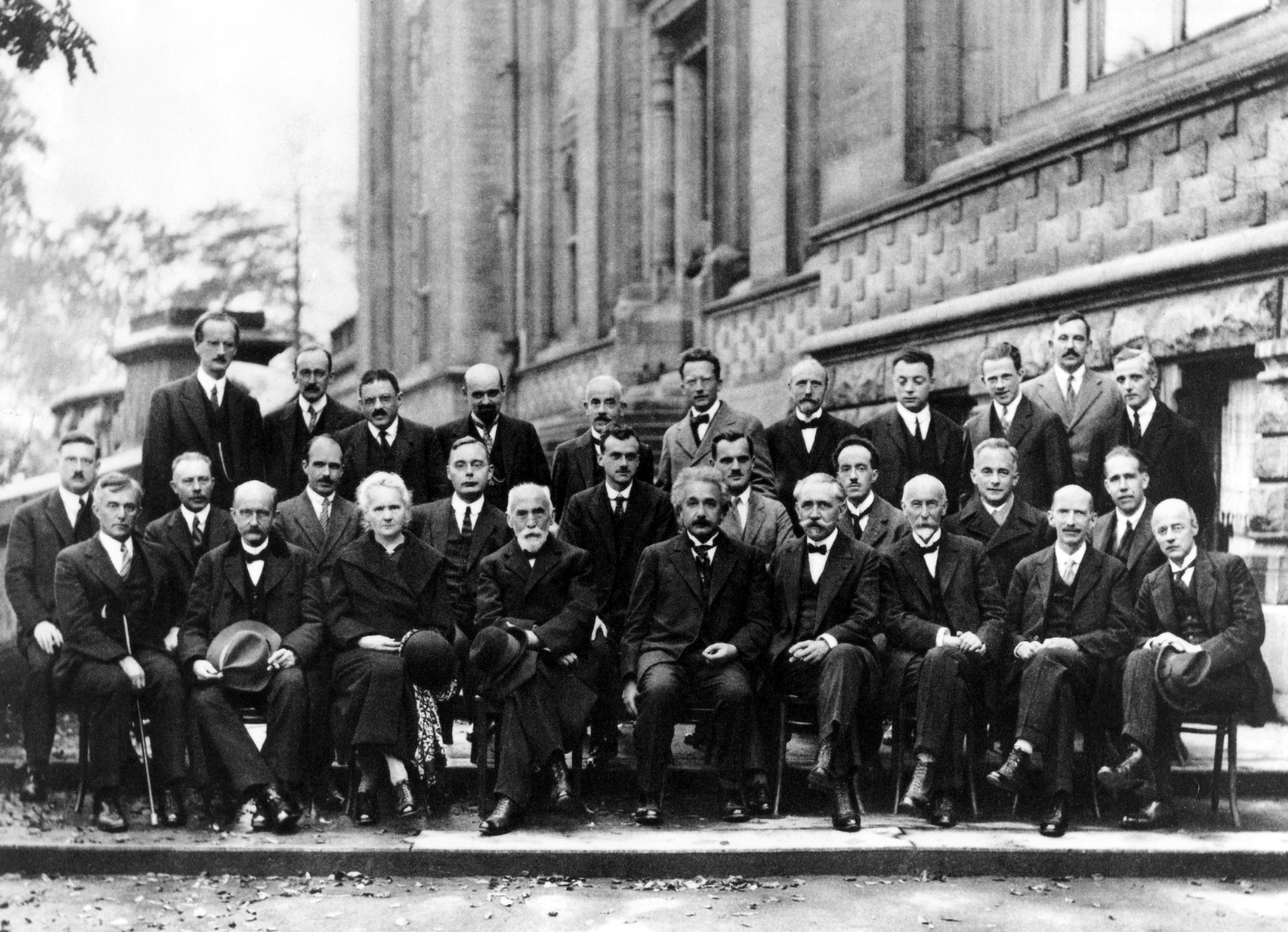
Ralph Fowler (segundo por la derecha de la fila de más arriba) en el Quinto Congreso Solvay, 1927; esta fotografía está considerada la más importante de la historia de la Ciencia

Ralph Howard Fowler (Reino Unido: /ɹælf ˈhaʊəd ˈfaʊləɹ/; 17 de enero de 1889 - 28 de julio de 1944) fue un físico y astrónomo británico.

## Biografía

### Primeros años
Ralph Fowler fue educado en sus comienzos en su propia casa pero pronto empezó a asistir a la escuela Evans de Horris Hill y posteriormente al Winchester College. Consiguió una beca para el Trinity College de Cambridge en lectura matemática, consiguiendo convertirse en un Wrangler de la Universidad de Cambridge.

### Participación en la Primera Guerra Mundial
Durante la Primera Guerra Mundial obtuvo un puesto como artillero en los Royal Marines, resultando gravemente herido en el hombro durante la campaña de Gallipoli. Las heridas le llevaron a conocer al fisiólogo y matemático y futuro Premio Nobel Archibald Vivian Hill, que descubrió las habilidades de Fowler en el campo de la física. Trabajó en el departamento de experimentación en el HMS Excellent en Whale Island, Hampshire donde hizo importantes contribuciones en aerodinámica por lo que en 1918 fue galardonado con la Orden del Imperio Británico.

### Carrera académica
En 1919 Fowler regresó al Trinity, siendo nombrado profesor de matemáticas en 1920. En este puesto trabajó en termodinámica y física estadística, dándole un nuevo enfoque a sus trabajos sobre física y química. Escribió junto a Edward Arthur Milne un trabajo seminal sobre espectros estelares, temperatura y presiones. En 1925 fue nombrado miembro de la Royal Society. En 1926 trabajó junto a Paul Dirac en física estadística estudiando enanas blancas. En 1928 publicó con Lothar Nordheim un documento donde explicaba el fenómeno físico conocido actualmente como Emisión por efecto de campo, ayudando a establecer la validez de la moderna Teoría de bandas. En 1931 fue el primero en formular y nombrar el Principio cero de la termodinámica.
En 1932 fue elegido catedrático de física teórica en el laboratorio Cavendish. En 1939, año en que comenzó la Segunda Guerra Mundial, reanudó su trabajo en la Junta de Artillería (Ordnance Board) a pesar de su mala salud, además fue elegido coordinador científico con Canadá y Estados Unidos. Fowler conocía bien Estados Unidos pues había sido profesor visitante en Princeton y la Universidad de Wisconsin-Madison. Por esta labor de enlace y coordinación entre naciones fue nombre caballero (Sir) en 1942. Regresó a Gran Bretaña poco antes del fin de la guerra, reanudando su labor en la Junta de Artillería y el Almirantazgo sólo durante algunas semanas pues falleció a mediados de 1944.
Quince miembros de la Royal Society y tres Premios Nobel (Chandrasekhar, Dirac y Mott) fueron supervisados por Fowler entre 1922 y 1939. Además de Milne, trabajó con Sir Arthur Eddington, Subrahmanyan Chandrasekhar, Paul Dirac y Sir William McCrea. Fue Fowler quien también introdujo la teoría cuántica de Dirac en 1923. Fowler también puso a Dirac y Heisenberg en contacto gracias a la intermediación de Niels Bohr. En Cambridge supervisó los estudios de doctorado de 64 estudiantes incluyendo a John Lennard-Jones, Paul Dirac o Garrett Birkhoff.

### Vida personal
Fowler fue un jugador aficionado al cricket, jugando en Norfolk y en campeonatos del condado en 1908 y 1909. En 1921 se casó con Eileen María (1901-1930), única hija de Ernest Rutherford. Tuvieron cuatro hijos, dos chicos y dos chicas; Eileen murió tras el nacimiento de su último hijo.

## Eponimia
- Cráter lunar Fowler (conjuntamente con Alfred Fowler)